# Scott Wilson (kulturysta)
Scott Wilson (ur. 6 sierpnia 1950 w San Diego, zm. 6 maja 2018 w Merced) – amerykański zawodowy kulturysta, który zdobył tytuły Mr. America i Mr. International w latach 70. i 80. XX wieku. W latach 90. i 2000 brał udział w zawodach IFBB Masters Mr. Olympia.

## Życiorys

### Wczesne lata
Urodził się w San Diego w stanie Kalifornia jako syn Gwen i Mitchella Wilsonów. Dorastał w Lakeside w Kalifornii, gdzie jako dziecko rozpoczął treningi siłowe w garażu swojego ojca. W liceum trenował zapasy i grał w piłkę nożną. Po ukończeniu szkoły wstąpił do United States Marine Corps. W 1973 wziął udział w eliminacjach do Mr. San Diego i wygrał. W następnym roku (1974), wygrał konkurs AAU Mr. California. To postawiło Wilsona na ścieżce prowadzącej do kariery w profesjonalnej kulturystyce.

### Kariera
Kombinacja masy (wzrost 178 cm, waga 96 kg) i symetrii uczyniły z niego czołowego zawodnika świata w latach siedemdziesiątych i pierwszej połowie lat osiemdziesiątych. Jego barki i triceps zostały uznane jako jedne z najlepszych w tym sporcie. Po zdobyciu tytułu Mr California w 1974, przeszedł na zawodowstwo. W 1976 zdobył tytuł WBBG Pro Mr. America, zapracował na tytuł IFBB Mr. International w 1981 oraz IFBB Portland Grand Prix w 1983. W maju 1989 trafił na okładkę magazynu „Muscle & Fitness” z Traci Lords. Chociaż czuł, że nie jest w stanie konkurować z młodszymi zawodnikami, znalazł motywację do powrotu na scenę w Masters Mr. Olympia - rywalizując z takimi zawodnikami jak Robby Robinson i Lou Ferrigno. W późniejszych latach swojej kariery trzykrotnie startował w zawodach IFBB Masters Mr. Olympia. Jego ostatni konkurs odbył się w 2000, a formalnie przeszedł na emeryturę w 2001.
Wilson rywalizował również jako trójboista siłowy przez pewien czas, wyciskanie 580 funtów (263 kg), przysiady 750 funtów (340 kg) i martwy ciąg 735 funtów (333 kg).

## Życie prywatne
Wilson mieszkał w Kalifornii ze swoją żoną Vy oraz synami – Scottem, Michaelem i Erikiem. Zmarł 6 maja 2018 w Merced w Kalifornii w wieku 67 lat po długiej walce z rakiem skóry, gdy powstały przerzuty.
Osiągnięcia
| Rok  | Konkurencja                         | Rezultat                           |
| ---- | ----------------------------------- | ---------------------------------- |
| 1973 | Amateur Mr. San Diego               | 1. pozycja                         |
| 1974 | AAU Mr. California                  | 1. pozycja                         |
| 1975 | AAU Mr. America                     | 6. pozycja                         |
| 1975 | AAU Mr. America                     | 3. pozycja (Pro Card)              |
| 1976 | WBBG Pro Mr. America                | 1. pozycja                         |
| 1978 | NBA Natural Mr. America             | 5. pozycja (profesjonalnie)        |
| 1979 | NBA Natural Mr. America             | 3. pozycja (profesjonalnie)        |
| 1980 | IFBB Mr. International              | 2. pozycja (waga ciężka)           |
| 1981 | IFBB Canada Pro Cup                 | 7. pozycja                         |
| 1981 | IFBB Mr. International              | 1. pozycja (waga ciężka i ogólnie) |
| 1983 | IFBB Grand Prix Denver              | 6. pozycja                         |
| 1983 | IFBB Grand Prix Portland            | 1. pozycja                         |
| 1983 | IFBB World Pro Championships        | 5. pozycja                         |
| 1984 | IFBB Canada Pro Cup                 | 6. pozycja                         |
| 1984 | IFBB World Grand Prix               | 6. pozycja                         |
| 1984 | IFBB World Pro Championships        | 9. pozycja                         |
| 1985 | IFBB Night of Champions             | 14. pozycja                        |
| 1986 | IFBB Los Angeles Pro Championships  | 10. pozycja                        |
| 1986 | IFBB World Pro Championships        | 12. pozycja                        |
| 1987 | IFBB Night of Champions             | nie umieszczono                    |
| 1988 | IFBB Grand Prix US Pro              | 4. pozycja                         |
| 1988 | IFBB Niagara Falls Pro Invitational | 8. pozycja                         |
| 1988 | IFBB World Pro Championships        | 6. pozycja                         |
| 1994 | IFBB Masters Mr. Olympia            | 11. pozycja                        |
| 1999 | IFBB Masters Mr. Olympia            | 10. pozycja                        |
| 2000 | IFBB Masters Mr. Olympia            | 8. pozycja                         |